# Emden
Emden este un oraș în landul Saxonia Inferioară, Germania.

## Istoric
Data exactă de înființare a orașului Emden este necunoscută, dar orașul a existat cel puțin din secolul al 8-lea. Nume mai vechi ale orașului Emden sunt Amuthon, Embda, Emda, Embden.
Orașul a fost aproape complet ras de pe fața pământului de bombardamentele raidurilor aliate în timpul celui de-al doilea război mondial, fiind distruse aproape toate clădirile istorice. Cel mai sever bombardament a avut loc la 6 septembrie 1944, când aproximativ 80% din toate casele din interiorul orașului au fost distruse. Reconstrucția orașului a fost începută la 6 septembrie 1962, la exact 18 ani de la bombardamente.
Emden a fost un oraș foarte bogat în timpul secolului al 17-lea, datorită unui număr mare de imigranți din Olanda. Acesta a fost un centru de Protestantism reformat la momentul respectiv, aici fiind tradusă pentru prima oară Biblia în limba olandeză. În timpul epocii napoleoniene, Emden și terenurile din împrejurimi au făcut parte din Regatul Olandei.
Industrializarea a început la 1870, cu o moară de hârtie și cu un șantier naval. La sfârșitul secolului al 19-lea a fost construit un mare canal, Dortmund-Ems, care a leagă Emden de regiunea Ruhr. Acest lucru a făcut din Emden principalul port maritim al zonei Ruhr.

## Economie
Principalele sectoare industriale ale Emden-ului sunt producția de automobile și construcțiile navale.
Fabrica Volkswagen, unde se construiește masina VW Passat, are în jur de 10000 de persoane angajate. De asemenea, Emden este unul dintre cele trei noduri principale pentru transport de mașini din Europa (împreună cu Zeebrugge în Belgia și Bremerhaven în Germania). În 2005, mai mult de 850000 de vehicule  au fost importate și exportate.
Șantierul  naval Nordseewerke, o filială a ThyssenKrupp, este specializat  în submarine, mai mult, el producînd diferite tipuri de nave pentru transportul de marfă, precum și nave pentru scopuri speciale, cum ar fi spărgătoare de gheață și altele.
În 1973 a fost înființată Universitatea de Știinte Aplicate (Fachhochschule), care are în jur de 3500 studenți înscriși.

## Personalități marcante
- Wolfgang Petersen, regizor

1. ↑  Alle politisch selbständigen Gemeinden mit ausgewählten Merkmalen am 31.12.2018 (4. Quartal) (în germană), Statistisches Bundesamt[*], arhivat din original la 10 martie 2019, accesat în 10 martie 2019
2. ↑   https://www.destatis.de/DE/ZahlenFakten/LaenderRegionen/Regionales/Gemeindeverzeichnis/Administrativ/Aktuell/05Staedte.html Lipsește sau este vid: |title= (ajutor)